# Franco Tentorio
Franco Tentorio (Bergamo, 5 gennaio 1945) è un politico italiano, sindaco di Bergamo dal 2009 al 2014.

## Biografia
Dopo la laurea in economia e commercio conseguita nel 1967 presso l'Università Bocconi a Milano, ha intrapreso la professione di commercialista a Bergamo.
È iscritto all'Ordine dei Dottori Commercialisti di Bergamo, di cui è stato vicepresidente per due mandati.
Negli anni ha curato la redazione di alcune pubblicazioni in tema di Iva e imposte dirette; ha partecipato come relatore a numerosi convegni organizzati da ordini professionali e associazioni di categoria su temi societari, fiscali e concorsuali; ha rivestito l'incarico di revisore dei conti di Alleanza Nazionale.
Il padre, Luigi Tentorio, fu prima giocatore e poi dirigente dell'Atalanta.

## Attività politica

### Consigliere Comunale MSI (1970-95) e AN (1995-99)
Tentorio entra in politica nel 1970 come Consigliere comunale a Bergamo tra le file del Movimento Sociale Italiano a fianco di Mirko Tremaglia, il quale lascerà il posto dopo le elezioni politiche del 1972 per raggiungere la Camera dei deputati.
Tentorio mantiene la carica di Consigliere comunale in tutte le elezioni amministrative successive, divenendo il Consigliere con la maggiore anzianità di servizio nella storia di Bergamo. Ricopre a più riprese il ruolo di Capogruppo consiliare prima del Movimento Sociale Italiano e poi di Alleanza Nazionale.

### Vicesindaco di Bergamo (1999-2004)
Nel 1999 ottiene le cariche di Vicesindaco e di Assessore a Bilancio, Patrimonio e Servizi cimiteriali all'interno della giunta di centro-destra guidata dal forzista Cesare Veneziani, portandogli in dote il 18,4% di voti di AN.
Nei cinque anni di opposizione alla giunta di Roberto Bruni guida il gruppo consiliare di Alleanza Nazionale.

### Sindaco di Bergamo (2009-2014)
Il 7 marzo 2009, il ministro della difesa Ignazio La Russa, in visita a Bergamo, ufficializza la candidatura di Tentorio a sindaco di Bergamo. La coalizione a sostegno di Tentorio unisce Il Popolo della Libertà, Lega Nord e Partito Pensionati, oltre ad una lista civica (Lista Tentorio Sindaco) composta da cittadini non iscritti a partiti.
Nelle elezioni del 6-7 giugno 2009, Tentorio viene eletto Sindaco al primo turno con il 51,41% dei voti, contro il 42,32% del sindaco uscente di centro-sinistra, Roberto Bruni.
Tra gli atti amministrativi si segnalano:
- la ristrutturazione della galleria Conca D'Oro tra via Rosmini e via Vittorio Emanuele con la creazione di due rotonde, in corrispondenza di ciascuno dei due accessi alla galleria, per fluidificare il traffico[2];
- la conclusione del cantiere di restauro dell'edificio dell'Accademia Carrara e la sottoscrizione della convenzione con la Fondazione Credito Bergamasco per il riallestimento[3]; il cantiere e la riapertura è più volte slittata tra le polemiche per il grave ritardo accumulato sulla tempistica prevista inizialmente[4] ma Tentorio ha sempre ribadito che non avrebbe presenziato ad inaugurazioni farlocche[5]; attualmente la riapertura è prevista per il 2015[6];
- il contestato[7] rifacimento di Piazzale Marconi e della zona antistante la stazione FF.SS. di Bergamo con la creazione di 300 nuovi posti auto per i pendolari[8];
- la firma definitiva per accordo con il Demanio (novembre 2009) per la vendita delle caserme dismesse, predisposto dalla precedente amministrazione;
- la revisione del Piano di governo del territorio (PGT) in un'ottica di maggiore sostenibilità ambientale, diminuzione del consumo di suolo e riduzione - pari a ottocentomila metricubi - delle volumetrie edificabili precedentemente concesse dall'amministrazione guidata da Roberto Bruni[9];
- la revisione del Piano Integrato d'Intervento "SACE", nel quartiere di Valtesse, che ha portato al taglio delle volumetrie edificabili concesse dalla precedente amministrazione per la costruzione di due edifici di 10 piani, chiudendo un contenzioso con gli abitanti del quartiere[10];
- il potenziamento del sistema di videosorveglianza[11][12], la riscrittura del Regolamento di Polizia Urbana, dopo ventisette anni dall'ultima revisione e l'inaugurazione di un presidio di polizia municipale in Largo Porta Nuova,[13];
- la firma dell'accordo con il Demanio per una valorizzazione pubblica dell'ex Carcere di Sant'Agata in Città Alta, attuale sede de "Il Circolino";
- l'avvio dell'iter amministrativo per la sottoscrizione di un Accordo di Programma che avrebbe dovuto portare alla costruzione di uno Stadio per l'Atalanta e di un nuovo Palazzetto dello Sport per la Foppapedretti con parcheggi e viabilità dedicata in modo da decongestionare i quartieri di Borgo Santa Caterina, Monterosso e Valtesse ed in modo da dare a Foppapedretti ed Atalanta impianti sportivi all'avanguardia e, soprattutto, di proprietà come accade in tutti i paesi d'Europa (progetto contestato fortemente dalle opposizioni in Consiglio Comunale per l'elevato consumo di suolo in area agricola e per l'eccessiva previsione di superfici commerciali, ed arenatosi nel 2012 a causa della crisi economica e dell'indisponibilità dell'Atalanta e del suo presidente Antonio Percassi[14]);
- il discusso[15] progetto di nuova sede della GAMeC presso gli ex Magazzini Generali in via Rovelli[16];
- una nuova politica di attenzione alle spese[17] e chiarezza nei conti pubblici che porta al raggiungimento del pareggio di bilancio nel 2012 dopo oltre un decennio di disavanzi ripianati con l'abuso degli oneri di urbanizzazione, senza ridurre i servizi erogati dal Comune;
- il taglio dei gettoni di presenza e delle indennità di Consiglieri[18] ed Assessori[19], nonché l'eliminazione di rimborsi ed auto blu[20].

Nel dicembre 2009 la Guardia di Finanza annuncia la cancellazione del progetto per la nuova Accademia a Grumello del Piano. Tentorio viene accusato dall'opposizione di non esservisi opposto e di aver accettato supinamente la decisione del Comando, anche al fine di far risorgere il progetto del nuovo stadio sulla stessa area. Attualmente l'area dove avrebbe dovuto sorgere l'Accademia della Guardia di Finanza è destinata dal PGT a verde sportivo: impianti sportivi per il quartiere e nuovo palazzetto dello sport. Nel 2013, viene annunciato che l'Accademia della Guardia di Finanza troverà posto nell'area degli ex Ospedali Riuniti
Alle elezioni amministrative 2014 non riesce a riconfermarsi alla guida di Bergamo, venendo sconfitto al ballottaggio dal candidato del centro-sinistra Giorgio Gori.
Nel 2019 annuncia di non volersi più ricandidare alle elezioni comunali e conclude anche la lunga attività come consigliere comunale del capoluogo orobico, ruolo che ha ricoperto per ben 49 anni.